# 哈靈頓廣場 (亞利桑那州)
哈靈頓廣場（英語：Harrington Place）是位於美國亞利桑那州皮馬縣的一個非建制地區。該地的面積和人口皆未知。

## 地理
哈靈頓廣場的座標為32°02′33″N 110°32′48″W / 32.04250°N 110.54667°W，而該地的平均海拔高度為1136米（即3727英尺）。